# Ретардер
Ретардер је уређај дизајниран да смањи брзину возила без активирања главног кочионог система. Његова употреба неопходна је код тешких друмских возила, превасходно аутобуса и камиона, као и шинских композиција. Кочење ретардером примењује се када је потребно дуго и константно успоравање, посебно приликом спуштања низбрдицама. У употреби се углавном издвајају електродинамички и хидраулички тип. Предност хидрауличног успоривача је стабилност силе кочења с порастом температуре, док је електродинамички ретардер способан да даје већу силу кочења. Поред тога, постоје системи за успоравање који могу да поврате енергију током кочења, а затим је враћају током убрзавања. 
По месту уградње разликују се примарни ретардери, који се постављају између мотора и мењача, односно секундарни ретардери који се налазе између мењача и погонске осовине. У зависности од тога да ли су постављени редно, тако да се поклапају са осом кардана, или поред карданског вратила, деле се на in-line i off-line ретардере. Други случај захтева да се између кардана и ретардера окреће зупчаник, чија величина регулише брзину ротора ретардера.
Електрични ретардери су због велике количине ангажоване енергије ређе у употреби, па се углавном користи хидраулични систем. Састоје се од два диска, од којих је један статичан и на њему се налазе лопатице. Оне успоравају уље које добија убрзање радом ротора и тако постижу ефекат кочења. Кочиони моменат је у директној зависности од количине уља у систему. Иако ретардер гуши убрзање мотора, заустављање возила се најчешће врши моторном кочницом. Тиме се спречава прегревање кочионог система возила, те се топлота ослобађа у самом ретардеру уз помоћ расхладног система мотора.